# Dichromia orosialis
Dichromia orosialis là một loài bướm đêm trong họ Erebidae.